# 安子介
安子介，大紫荊勳賢，CBE，JP（1912年6月26日—2000年6月3日），浙江定海人，香港实业家、政治家、文字学家，中华人民共和国政治人物，原副国级领导人。第八至九届全国政协副主席，前电视广播有限公司董事，中華人民共和国官方讣告评价其为“杰出的社会活动家、著名爱国人士、香港知名实业家”。中国国际贸易研究的先驱之一。

## 生平
安子介在1912年6月26日生于上海，為浙江定海人。早年就读上海圣芳济学院经济系。1938年赴香港任职于一家进出口公司。第二次世界大战香港沦陷后，于1941年到西南大后方重庆。1942年任职于国民政府中央信托局。
1949年國共內戰後回港定居。1950年，跟周文軒、周忠繼兄弟及唐翔千等友人先后参与创办华南染厂、中南纺织厂、永南纺织厂。1965年至1968年出任香港棉纺业同业公会主席。1965年至1975年出任香港大学及理工教育资助委员会副主席。1969年后出任南联实业有限公司董事会主席，並先後歷任邵氏兄弟、电视广播有限公司（1977年至2000年）、上海商业银行、和记黄埔有限公司、九龍巴士公司、海南发展有限公司、恒隆有限公司、东方海外货柜航运有限公司等公司董事。
在香港社會貢獻層面上，安子介曾出任香港工业总会主席（1970年至1975年）、香港立法局非官守议员（1970年至1974年）、香港行政局非官守议员（1974年至1978年）、香港训练局主席（1973年至1975年）、香港贸易发展局主席（1975年至1979年）、以及第三、四届宁波旅港同乡会监事长（1971年至1973年、1973年至1975年）。
在國家領導層面上，安子介曾出任第六、七届全国政协常务委员，第八、九届全国政协副主席。在香港主權移交的历程中，先后担任香港基本法起草委员会副主任委员、香港特别行政区基本法咨询委员会主任委员、香港事务顾问、香港特别行政区筹备委员会预备工作委员会副主任委员、香港特别行政区筹备委员会副主任委员。
1976年荣获香港中文大学名誉法学博士，并相继被聘为对外经济贸易大学、清华大学、广东外语外贸大学、江西师范大学等高等院校名誉教授。1981年后出任香港中国语文学会名誉会长、北京汉字现代化研究会名誉会长。1988年后出任深圳市人民政府高级顾问。1990年后出任香港一国两制经济研究中心理事会主席，及後名誉主席。

### 去世
2000年6月3日15时12分于黃泥涌峽香港港安醫院病逝，享寿87岁。安子介是第一位在港逝世的国家领导人，所以他的丧礼是以國家領導人的最高規格舉殯，亦是香港历史上的首次“国葬”。

## 紀念
在2012年6月26日，北京人民大會堂舉行了紀念安子介先生誕辰100週年座談會，由中共中央政治局常委、全國政協主席賈慶林、國務院港澳辦主任王光亞、香港特別行政區前行政長官董建華、梁振英等多位高級官員出席。會中回顧了安子介先生作為傑出的社會活動家、著名愛國人士、香港知名實業家的貢獻，強調他對香港的愛國情懷和卓越貢獻，堅定不移地貫徹落實“一國兩制”、“港人治港”、高度自治的方針和基本法，努力為保持香港長期繁榮穩定、實現祖國完全統一貢獻智慧和力量。
在2012年12月12日，北京對外經濟貿易大學舉辦了安子介先生誕辰100周年紀念會及第十七屆“安子介國際貿易研究獎”頒獎典禮。該獎項涵蓋國際貿易多個領域，旨在表彰優秀學者和作品。紀念會上亦回顧了安子介對香港回歸及對外經濟貿易大學的貢獻。為推動我國在國際貿易領域的研究1991年安先生出資設立“安子介國際貿易研究獎”（簡稱“安獎”），頒獎典禮由1996年開始舉辦，在國內外國際貿易研究領域中聲譽卓著，具有較大影響力，被視為中國國際經貿領域中的最高學術獎。

## 榮譽
- 香港中文大學榮譽法學博士 LL.D.
- 香港中國語文學會名譽會長
- 北京對外經濟貿易大學名譽教授
- 清華大學名譽教授
- 廣州對外貿易學院名譽教授
- 江西師範大學名譽教授
- 英國CBE勳銜
- 法國國家功績勳章
- 日本勳三等瑞寶章
- 大紫荊勳章（1997年6月25日）

## 设立的奖项、基金
- 安子介国际贸易研究奖－对外经济贸易大学

## 专利发明
安子介还是个语言文字学家，其汉字研究成果在中国当代较为突出，其对汉字的使用、推广贡献不凡。
相关研究成果和发明有：
- 安氏漢字電腦編號漢字輸入法
- 安子介中文写字机。安子介中文写字机具有显示、存储、编辑、修改、传输、打印10种文字（包括中文和西方语言）的功能，获得中国、英国、美国、日本和新加坡共5国的发明专利，在中国发明专利史上尚属首次。首台“安子介写字机”现收藏于宁波帮博物馆，由安子介后人于2009年捐赠[8]。

## 著作
- 《陸沉》（譯著）1938年出版 1988年再版
- 《間接成本之研究》（翻譯）1937年出版
- 《國際貿易實務》1947年出版
- 《安子介養生談》1987年出版
- 《解開漢字之謎》（英文版）1982年出版
- 《解開漢字之謎》（簡縮本—英文版）1987年出版
- 《解開漢字之謎》（簡縮本—中文版）1990年出版
- 《解開漢字之謎》—索引（中英文版）1990年出版
- 《安氏漢字電腦編號》—中文版、英文版 1984年出版
- 《安氏漢字六位數電碼表—A表》1985年出版
- 《安氏漢字六位數電碼表—B表》1985年出版
- 《安氏漢字六位數電碼表—C&D表》1985年出版
- 《劈文切字集》—簡體版、繁體版 1987年出版
- 《安子介現代千字文》—啟蒙篇 1991年出版
- 《安子介現代千字文》—書寫篇 1991年出版
- 《安子介現代千字文》—繁簡篇 1992年出版
- 《漢字科學的新發展》（與友人合著）1992年出版
- 《漢字易學》（英文版）1995年出版

## 传记
- 《我眼中的安子介》1992年出版 ISBN 962-7623-01-6
- 《安子介》1998年出版 ISBN 7-5011-3700-5
- 《海派耀香江~五十年代滬港名人錄》2004年出版 ISBN 962-928-091-7

## 電影出品
- 1986年：《南北少林》